# Magona di Cecina
La Magona è un ex complesso siderurgico attivo nella zona di Cecina dal XVI al XX secolo. L'area è stata successivamente oggetto di un piano di recupero realizzato in maniera parziale.

## Storia

### L'impianto siderurgico dal 1596 al 1889
La storia della Magona ebbe inizio nel 1596, con la costruzione del forno fusorio, primo elemento del progetto di Ferdinando I de' Medici per la realizzazione di un centro di produzione siderurgica in questo possedimento del Granducato nei territori della foce del fiume Cecina, dove erano già presenti il nucleo abitativo del palazzo del Fitto di Cecina del 1590 e l'imponente ponte di legno che varcava il Cecina. La zona era favorevole all'insediamento di un centro siderurgico per tre ragioni: la presenza delle vicine miniere di ferro dell'Isola d'Elba, dalle quali era facile il trasporto della materia prima fino a Cecina; la grande disponibilità di carbone e di legno forte ottenibile dalle foreste costiere e dalla macchia mediterranea e le boscaglie che dai pressi della foce si spingevano fino alle colline dell'entroterra; la presenza di una grande quantità d'acqua derivata dal fiume e la possibilità di deviarla per scopi siderurgici, come dimostra la costruzione del canale "Gorile", lungo più di 9 chilometri.
La scelta della zona fu la conseguenza di una ricerca capillare sul territorio e conseguente ai fatti avvenuti nel 1577. In quell'anno, infatti, gli impianti di Follonica, da sempre gestiti dai Medici, furono affittati alla Camera Apostolica Vaticana, nella persona di papa Gregorio XIII, Ugo Boncompagni, parente dei futuri principi di Piombino.
Il granduca Francesco I si trovò ad avere, la necessità urgente di costruire un nuovo forno, per sostituire quello appena perduto,  e momentaneamente la scelta ricadde su Valpiana che gli garantiva il rispetto del contratto con gli Appiani di Piombino, proprietari delle miniere di Rio.
La sua attenzione, però si era posata anche sul territorio cecinese, dove nel 1579 acquistò terre che avevano tutte le caratteristiche necessarie per l'impianto di un nuovo forno.
Ma solo nel 1596, quando Giovan Battista Capponi, in una relazione all'allora granduca Ferdinando I,  spiegava come la mancanza di legname sulla montagna pistoiese aveva portato ad una grave crisi siderurgica, si avviò l'inizio dei lavori per l'impianto di un altoforno in questo territorio ancora sconosciuto.
Nel 1602 fu costruita la ferriera nella località La Latta, presso l'attuale cimitero, per la lavorazione dei metalli grezzi prodotti dal forno, completando così il ciclo produttivo. Fino a metà dell'Ottocento l'impianto della Magona di Cecina, insieme alla ferriera di Follonica, era considerato uno dei più avanzati, e fino al 1832 vi si fuse anche il rame proveniente da Montecatini Val di Cecina. La produzione del ferro della Magona entrò in crisi verso la metà del secolo, quando fu acceso a Piombino il forno Martin, una tecnologia più avanzata di quella in uso a Cecina. La Magona chiuse la sua attività metallurgica ne 1889 e i suoi beni furono acquistati dalla Banca Tirrena di Livorno.
La banca effettuò la vendita di alcune parti dei suoi terreni alla società Etruria che nel 1901 vi impiantò lo zuccherificio. Questo fatto dette nuovo impulso all'economia del territorio e compensò il calo di manodopera dovuto alla cessazione della lavorazione del ferro. 

### La fornace dal 1907 al 1983
Nel 1907 si avviò nell'area dismessa della Magona la lavorazione artigianale dell'argilla, sfruttando le giacenze delle vicine lagune e l'impianto si sviluppò fino al 1920, quando venne costruito il primo forno Hoffmann, struttura di grande rilevanza tecnologica per l'epoca. Nel 1925 furono realizzati l'impianto di essiccazione delle tegole e il fabbricato della mensa, e tre anni più tardi si inaugurò l'impianto dei pressati, con macchinari forniti dalle officine Conti di Molnat. La nuova Magona andò via via specializzandosi con prodotti innovativi, quali i trafilati leggeri e gli elementi per la prefabbricazione dei travetti "Mago" latero-cementizi, per i quali fu brevettato il sistema a Tripoli nel 1936.
Nel dopoguerra fu costruito il secondo forno Hoffmann (1950) e nel corso del 1960, per rispondere alla crescente domanda del settore edilizio, fu costruito un grande edificio a fianco del fiume, nel quale fu collocato un impianto di produzione di piastrelle. Tale impianto rispondeva inoltre a un criterio di economicità aziendale, poiché permetteva il recupero del materiale di scarto del crudo della lavorazione laterizia, detto dei pressati. L'impianto, ancora oggi visibile, era costituito da formazione, essiccazione e cottura nel forno lineare. La Magona di Cecina continuò la produzione fino al 1983, quando la crisi dell'edilizia portò alla chiusura di tutte le attività.

### Il piano di recupero
L'intero complesso è stato soggetto nel 1996 a un piano di recupero di oltre 180 000 m³ di volumi già esistenti, per un comparto diviso in otto unità di cui solo la metà è stata realizzata. Oggi esistono il Polo Tecnologico Magona, il centro direzionale (3 318 m³), due unità residenziali (20 000 m³), una residenza turistico-alberghiera terminata ma non usata. Mancano, invece, l'albergo da 23 000 m³, l'area museale e per i convegni (19 000 m³), quella commerciale (15 000 m³) e il residence (15 000 m³).

## Origini del nome
Il nome magona deriva da un antico termine usato per indicare una grande officina di fusione del ferraccio.